# Ranunculus fuegianus
Ranunculus fuegianus är en ranunkelväxtart som beskrevs av Carlos Luis Spegazzini. Ranunculus fuegianus ingår i släktet ranunkler, och familjen ranunkelväxter. Inga underarter finns listade i Catalogue of Life.